# Fontenay-près-Chablis
Fontenay-près-Chablis is een gemeente in het Franse departement Yonne (regio Bourgogne-Franche-Comté) en telt 138 inwoners (1999). De plaats maakt deel uit van het arrondissement Auxerre.

## Geografie
De oppervlakte van Fontenay-près-Chablis bedraagt 5,0 km², de bevolkingsdichtheid is 27,6 inwoners per km².
De onderstaande kaart toont de ligging van Fontenay-près-Chablis met de belangrijkste infrastructuur en aangrenzende gemeenten.

## Demografie
Onderstaande figuur toont het verloop van het inwonertal (bron: INSEE-tellingen).